# Sportwagen-Weltmeisterschaft 1977

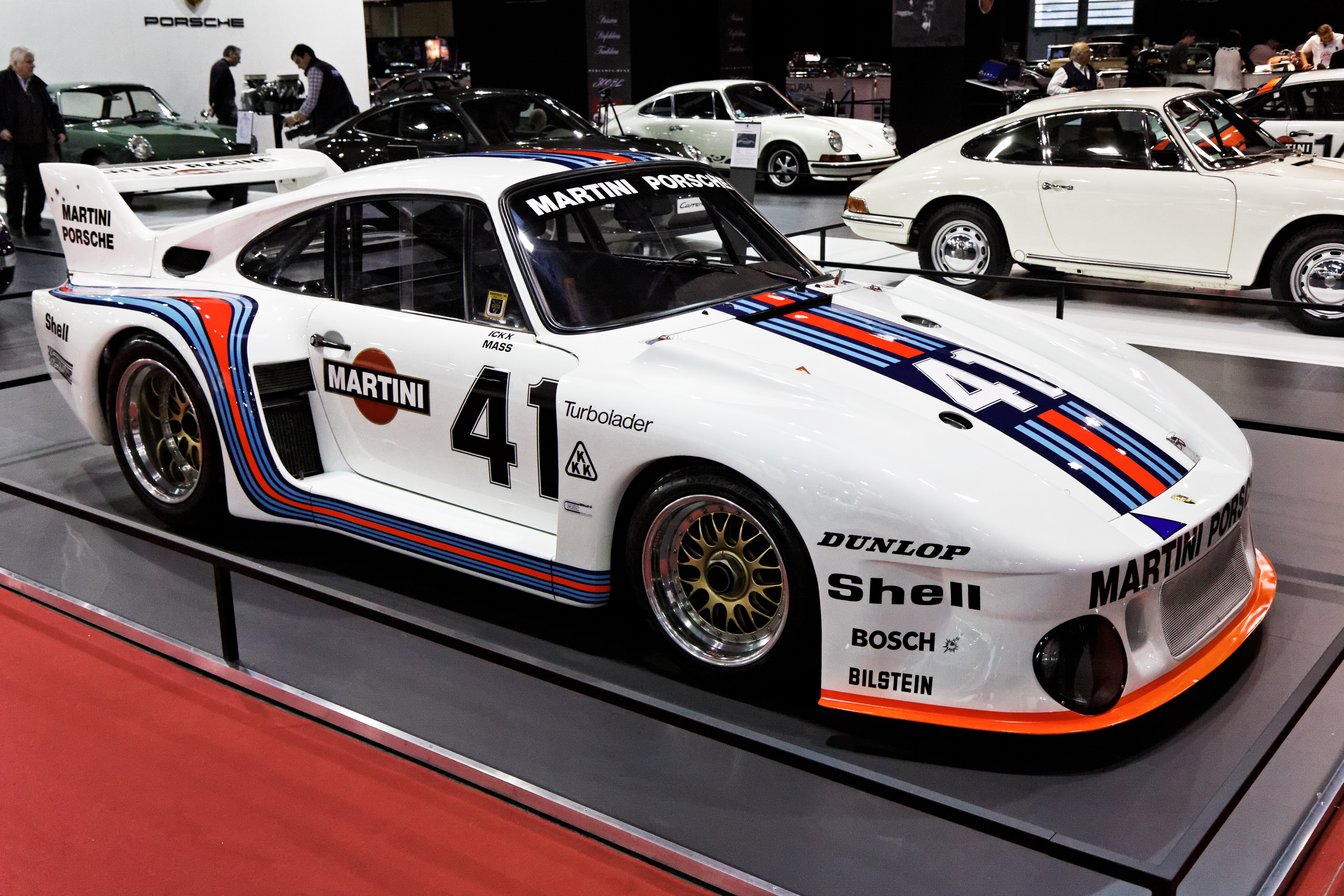
Werks-Porsche 935/77

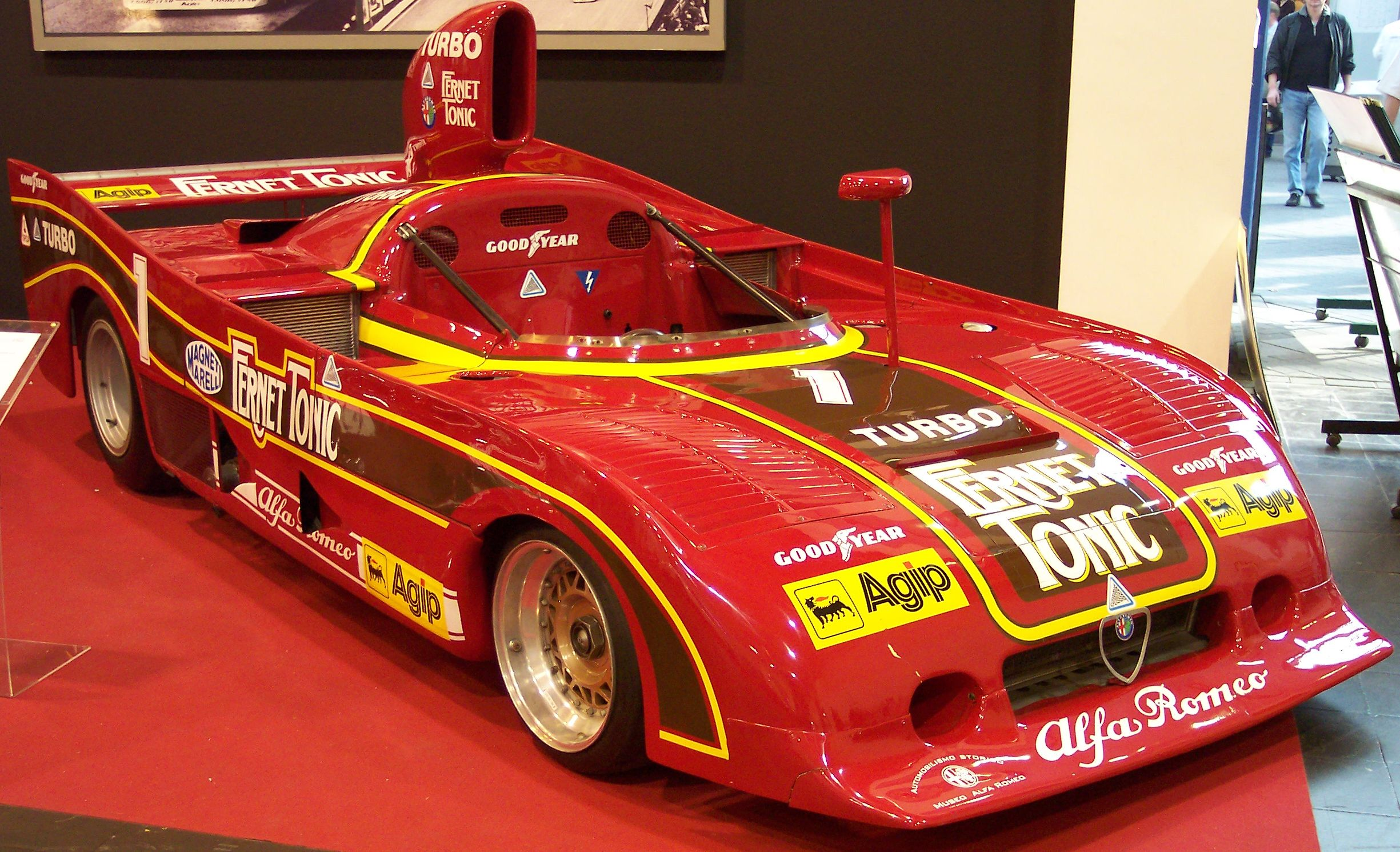
Alfa Romeo T33/SC/12

Die Sportwagen-Weltmeisterschaft 1977 war die 25. Saison dieser Meisterschaft. Sie begann am 5. Februar und endete am 23. Oktober.

## Meisterschaft
Gegenüber dem Vorjahr, als 14 Rennen zur Meisterschaft zählten, stieg die Anzahl der Wertungsläufe 1977 um drei weitere auf 17. Erneut gab es die Trennung zwischen den Wagen der Gruppe 5, die in der Marken-Weltmeisterschaft starteten, und dem Sportwagen-Championat der Gruppe 6. Während die Marken-Weltmeisterschaft durch adäquate Starterfelder gute Zuschauerzahlen bei den jeweiligen Rennen vorweisen konnte, litten die Sportwagenrennen vom ersten Rennen weg an zu geringen Teilnehmerzahlen und ausbleibendem Zuschauerinteresse.
Die nur sporadischen Werkseinsätze von BMW mit dem 320i, machten es Porsche einfach, den Herstellertitel in der Marken-Weltmeisterschaft erneut überlegen zu gewinnen. Alle Rennen endeten mit Porsche-Gesamtsiegen. Genauso deutlich war die Überlegenheit eines Herstellers in der Sportwagen-Weltmeisterschaft. Alfa Romeo gewann über die Werksmannschaft Autodelta mit dem Alfa Romeo T33/SC/12 alle Wertungsläufe.

## Rennkalender
| Nr. | Datum           | Rennname / Rennstrecke                                              | Team                          | Gesamtsieger                               | Fahrzeug                | Meisterschaft |
| --- | --------------- | ------------------------------------------------------------------- | ----------------------------- | ------------------------------------------ | ----------------------- | ------------- |
| 1   | 5. – 6. Februar | 24-Stunden-Rennen von Daytona (Daytona International Speedway)      | Ecurie Escargot               | Hurley Haywood John Graves Dave Helmick    | Porsche 911 Carrera RSR | Marken        |
| 2   | 20. März        | 6-Stunden-Rennen von Mugello (Autodromo Internazionale del Mugello) | Martini Racing                | Rolf Stommelen Manfred Schurti             | Porsche 935/77          | Marken        |
| 3   | 17. April       | 500-km-Rennen von Dijon (Circuit de Dijon-Prenois)                  | Autodelta SpA                 | Arturo Merzario Jean-Pierre Jarier         | Alfa Romeo T33/SC/12    | Gruppe 6      |
| 4   | 17. April       | 500-km-Rennen von Monza (Autodromo Nazionale Monza)                 | Autodelta                     | Vittorio Brambilla                         | Alfa Romeo T33/SC/12    | Gruppe 6      |
| 5   | 15. Mai         | 6-Stunden-Rennen von Silverstone (Silverstone Circuit)              | Martini Racing                | Jacky Ickx Jochen Mass                     | Porsche 935/77          | Marken        |
| 6   | 29. Mai         | 1000-km-Rennen auf dem Nürburgring (Nürburgring)                    | Gelo Racing Team              | Rolf Stommelen Tim Schenken Toine Hezemans | Porsche 935             | Marken        |
| 7   | 2. Juni         | 400-km-Rennen von Vallelunga (Autodromo Vallelunga)                 | Autodelta SpA                 | Vittorio Brambilla                         | Alfa Romeo T33/SC/12    | Gruppe 6      |
| 8   | 19. Juni        | 500-km-Rennen von Pergusa (Autodromo di Pergusa)                    | Autodelta SpA                 | Arturo Merzario                            | Alfa Romeo T33/SC/12    | Gruppe 6      |
| 9   | 9. Juli         | 6-Stunden-Rennen von Watkins Glen (Watkins Glen International)      | Martini Racing Porsche System | Jacky Ickx Jochen Mass                     | Porsche 935/77          | Marken        |
| 10  | 10. Juli        | 2:30-Stunden-Rennen von Estoril (Watkins Glen International)        | Autodelta SpA                 | Arturo Merzario                            | Alfa Romeo T33/SC/12    | Gruppe 6      |
| 11  | 24. Juli        | 500-km-Rennen von Le Castellet (Circuit Paul Ricard)                | Autodelta SpA                 | Arturo Merzario Jean-Pierre Jarier         | Alfa Romeo T33/SC/12    | Gruppe 6      |
| 12  | 28. August      | 6-Stunden-Rennen von Mosport (Canadian Tire Motorsport Park)        | Heimrath Racing               | Ludwig Heimrath Paul Miller                | Porsche 934/5           | Marken        |
| 13  | 4. September    | 250-km-Rennen von Imola (Autodromo Enzo e Dino Ferrari)             | Autodelta SpA                 | Vittorio Brambilla                         | Alfa Romeo T33/SC/12    | Gruppe 6      |
| 14  | 18. September   | 300-km-Rennen auf dem Salzburgring (Salzburgring)                   | Autodelta SpA                 | Vittorio Brambilla                         | Alfa Romeo T33/SC/12    | Gruppe 6      |
| 15  | 25. September   | 6-Stunden-Rennen von Brands Hatch (Brands Hatch)                    | Martini Racing                | Jacky Ickx Jochen Mass                     | Porsche 935/77          | Marken        |
| 16  | 9. Oktober      | 6-Stunden-Rennen von Hockenheim (Hockenheimring)                    | Kremer Racing                 | Bob Wollek John Fitzpatrick                | Porsche 935K2           | Marken        |
| 17  | 23. Oktober     | 6-Stunden-Rennen von Vallelunga (Autodromo Vallelunga)              | Scuderia Vesuvio              | Luigi Moreschi Antonio Ferrari             | Porsche 935             | Marken        |

## Meisterschaft der Konstrukteure

### Marken-Weltmeisterschaft-Gesamtwertung
| Position | Konstrukteur | 1  | 2  | 3 | 4 | 5  | 6  | 7 | 8 | 9  | 10 | 11 | 12 | 13 | 14 | 15   | 16   | 17   | Gesamt |
| -------- | ------------ | -- | -- | - | - | -- | -- | - | - | -- | -- | -- | -- | -- | -- | ---- | ---- | ---- | ------ |
| 1        | Porsche      | 20 | 20 |   |   | 20 | 20 |   |   | 20 |    |    | 20 |    |    | (20) | (20) | (20) | 140    |
| 2        | BMW          |    |    |   |   | 10 | 12 |   |   |    |    |    | 15 |    |    |      | 1,5  | 12   | 50,5   |
| 3        | De Tomaso    |    |    |   |   |    |    |   |   |    |    |    |    |    |    |      |      | 12   | 12     |
| 4        | Ferrari      | 8  |    |   |   |    |    |   |   |    |    |    |    |    |    |      |      |      | 8      |
| 5=       | Fiat         |    |    |   |   |    |    |   |   |    |    |    |    |    |    |      |      | 3    | 3      |
| 5=       | Lancia       |    | 3  |   |   |    |    |   |   |    |    |    |    |    |    |      |      |      | 3      |
| 7        | Ford         |    | 2  |   |   |    |    |   |   |    |    |    |    |    |    |      |      |      | 2      |

### Marken-Weltmeisterschaft-Division I
| Position | Konstrukteur | 1 | 2  | 3 | 4 | 5  | 6  | 7 | 8 | 9 | 10 | 11 | 12  | 13 | 14 | 15 | 16 | 17 | Gesamt |
| -------- | ------------ | - | -- | - | - | -- | -- | - | - | - | -- | -- | --- | -- | -- | -- | -- | -- | ------ |
| 1        | BMW          |   |    |   |   | 20 | 20 |   |   |   |    |    | 20  |    |    | 10 | 20 |    | 90     |
| 2        | Ford         |   | 20 |   |   |    | 12 |   |   |   |    |    |     |    |    |    |    |    | 32     |
| 3        | Fiat         |   |    |   |   |    |    |   |   |   |    |    |     |    |    |    |    | 20 | 20     |
| 4        | Porsche      |   |    |   |   |    |    |   |   |   |    |    |     |    |    |    |    | 15 | 15     |
| 5        | Lotus        |   |    |   |   |    |    |   |   |   |    |    | 7,5 |    |    |    |    |    | 7,5    |
| 6        | Colt         |   |    |   |   |    |    |   |   |   |    |    | 6   |    |    |    |    |    | 6      |
| 7        | Volkswagen   |   |    |   |   |    | 4  |   |   |   |    |    |     |    |    |    |    |    | 4      |

### Marken-Weltmeisterschaft-Division II
| Position | Konstrukteur | 1  | 2  | 3 | 4 | 5  | 6  | 7 | 8 | 9  | 10 | 11 | 12 | 13 | 14 | 15 | 16 | 17 | Gesamt |
| -------- | ------------ | -- | -- | - | - | -- | -- | - | - | -- | -- | -- | -- | -- | -- | -- | -- | -- | ------ |
| 1        | Porsche      | 20 | 20 |   |   | 20 | 20 |   |   | 20 |    |    |    |    |    | 10 | 20 | 20 | 150    |
| 2        | BMW          |    |    |   |   |    |    |   |   |    |    |    | 20 |    |    |    |    |    | 20     |
| 3        | Lancia       |    | 12 |   |   |    |    |   |   |    |    |    |    |    |    |    |    |    | 12     |
| 4        | Ford         |    |    |   |   | 8  | 1  |   |   |    |    |    |    |    |    |    |    |    | 9      |
| 5        | Datsun       |    |    |   |   | 1  |    |   |   |    |    |    |    |    |    |    |    |    | 1      |

### Marken-Weltmeisterschaft-Division III
| Position | Konstrukteur | 1  | 2  | 3 | 4 | 5  | 6  | 7 | 8 | 9  | 10 | 11 | 12 | 13 | 14 | 15   | 16 | 17 | Gesamt |
| -------- | ------------ | -- | -- | - | - | -- | -- | - | - | -- | -- | -- | -- | -- | -- | ---- | -- | -- | ------ |
| 1        | Porsche      | 20 | 20 |   |   | 20 | 20 |   |   | 20 |    |    |    |    |    | (10) | 20 | 20 | 140    |
| 2        | De Tomaso    |    |    |   |   |    |    |   |   |    |    |    |    |    |    | 1    |    | 12 | 13     |
| 3        | Ferrari      | 12 |    |   |   |    |    |   |   |    |    |    |    |    |    |      |    |    | 12     |
| 4        | MG           |    |    |   |   |    |    |   |   |    |    |    |    |    |    | 0,5  |    |    | 0,5    |

### Sportwagen-Weltmeisterschaft
| Position | Konstrukteur | 1 | 2 | 3  | 4  | 5 | 6 | 7  | 8  | 9 | 10 | 11 | 12 | 13   | 14   | 15 | 16 | 17 | Gesamt |
| -------- | ------------ | - | - | -- | -- | - | - | -- | -- | - | -- | -- | -- | ---- | ---- | -- | -- | -- | ------ |
| 1        | Alfa Romeo   |   |   | 20 | 20 |   |   | 20 | 20 |   | 20 | 20 |    | (20) | (20) |    |    |    | 120    |
| 2        | Osella       |   |   | 15 | 15 |   |   | 12 | 12 |   |    |    |    | 4    | 15   |    |    |    | 73     |
| 3        | Lola         |   |   | 12 | 4  |   |   | 10 | 6  |   |    |    |    | 6    | 10   |    |    |    | 48     |
| 4        | Chevron      |   |   | 8  | 3  |   |   | 10 |    |   |    |    |    | 12   | 8    |    |    |    | 41     |
| 5        | Sauber       |   |   |    |    |   |   | 15 |    |   | 8  | 8  |    |      |      |    |    |    | 31     |
| 6        | TOJ          |   |   |    |    |   |   |    |    |   |    | 15 |    |      |      |    |    |    | 15     |
| 7        | AMS          |   |   |    |    |   | 4 |    |    |   |    |    |    | 10   |      |    |    |    | 14     |
| 8        | McLaren      |   |   | 10 |    |   |   |    |    |   |    | 3  |    |      |      |    |    |    | 13     |
| 9        | March        |   |   |    |    |   |   |    |    |   |    |    |    |      | 8    |    |    |    | 8      |